# Station Beilngries
Station Beilngries is een spoorwegstation in de Duitse plaats Beilngries.
Het station ligt aan de spoorlijn Eichstätt – Beilngries en de Sulztalbahn.